# 서브미션 (격투 스포츠)

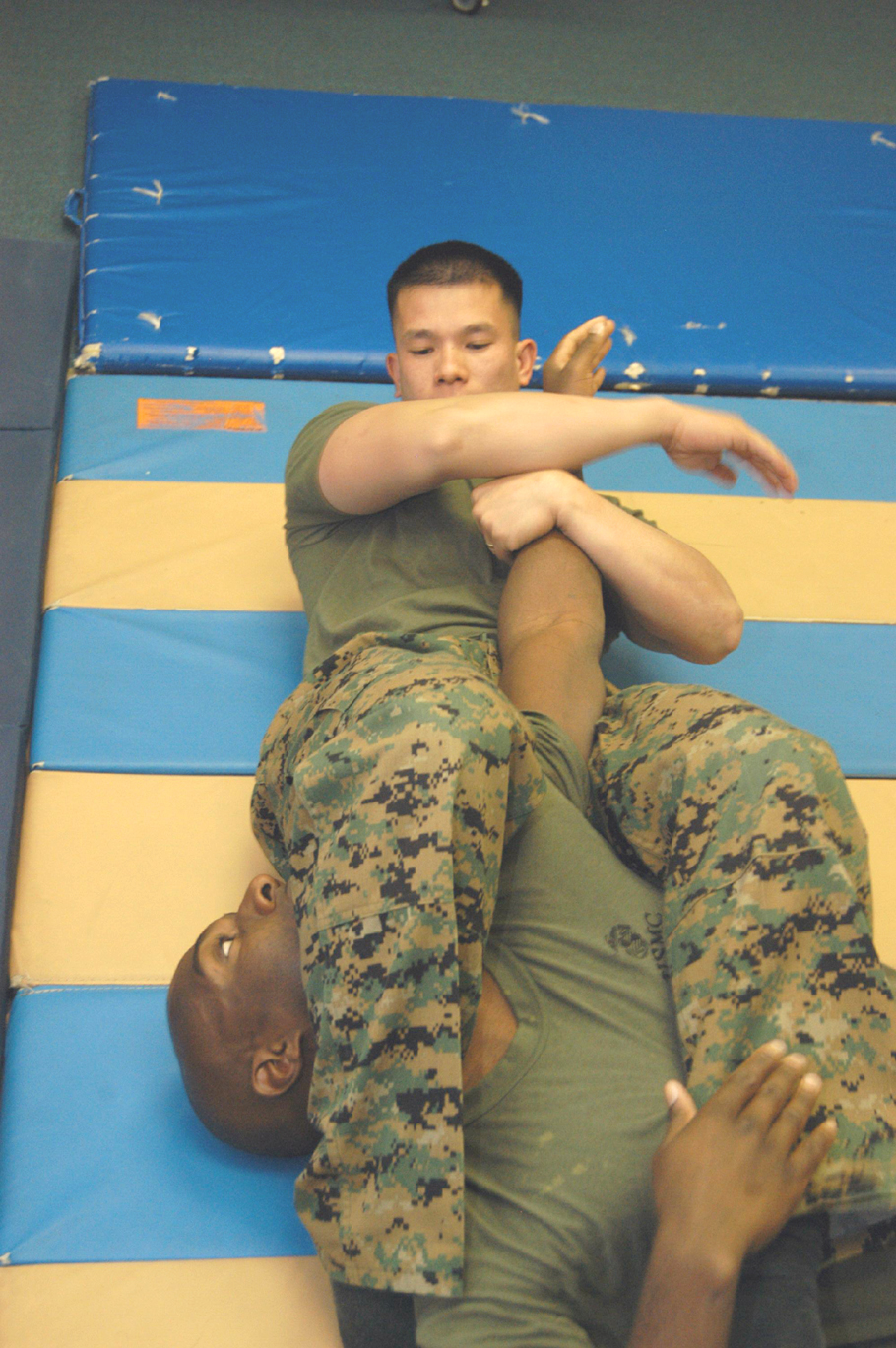
마운트 암바(팔 가로누워 꺾기)를 당한 아래의 병사가 오른손으로 상대를 때려 탭 아웃을 나타내고 있다.

서브미션(영어: submission)은 격투기 용어의 하나이다. 상대방에게 항복의 의미인 탭 아웃(영어: tap out)을 받아내는 기술을 뜻한다.

## 개요
서브미션은 주짓수, 유도, 레슬링이나 종합격투기 등 무술 경기의 결착 방법의 하나이다. 궁극기 등의 연습과 자유 대련 시에도 마찬가지이다.
주로 관절기나 조르기 등이 서브미션 기술에 해당한다. 경우에 따라서 상대방을 때려서 항복을 받아내거나 상대방이 경기중 입은 부상으로 항복을 하는 경우도 서브미션에 포함된다.

## 방법
의사 표시 법은 스스로 움직일 수 있는 쪽 손으로 상대의 몸, 혹은 바닥이나 매트를 2회 내지 3회 두드리는 것이 일반적이다. 구두와 기타의 동작으로 의사를 표시하는 방법도 있다.

## 특징
탭 아웃은 선수 본인의 의사로 패배를 인정하는 것이다. 바닥이나 매트를 두드릴 경우 드물게 심판 및 상대 선수가 탭을 간과하는 경우가 있어서 비디오 판독을 하는 경우가 있지만 탭 아웃한 선수가 거짓말을 경우는 드물다.
탭 아웃은 전술처럼 선수 스스로 패배를 인정하는 것이므로 그것을 떳떳이 여기지 못해 극에 달한 기술에 계속 견디는 선수도 있다. 이러한 경우 선수의 몸에 위험이 미치지 않도록 주심이나 코치가 경기를 정지시키는 경우 이를 '레퍼리 스톱'이라고 부른다. 특히 아마추어 격투기가 안전을 고려하고 있기 때문에 탭 아웃을 기다리지 않고 끊는 경우가 많다.

## 같이 보기
- 서브미션 레슬링